# Caulophacus galatheae
Caulophacus galatheae är en svampdjursart som beskrevs av Claude Lévi 1964. Caulophacus galatheae ingår i släktet Caulophacus och familjen Rossellidae. Inga underarter finns listade i Catalogue of Life.